# Îlot de Tigzirt
L'îlot de Tigzirt ou Tigzirt n’dakhal est une île de la mer Méditerranée à Tigzirt en Algérie.

## Description
L'îlot est situé au nord de la ville de Tigzirt, (Tigzirt en kabyle signifie îlot) 
Appelé aussi Tigzirt n’dakhal (littéralement Tigzirt interne) situé à 150 m environ au Nord-Nord-Ouest du port du Tigzirt, il a une superficie de 3 428 m2.
L'îlot présente un paysage accidenté avec des pentes de 25 % en moyenne. Son altitude varie entre 0 et 4 m. 
Il est verdoyant, couvert de cactus et d’oliviers sauvages. L’îlot abrite une faune diversifiée.